# Polad Bülbüloğlu
Polad Bülbüloğlu, urodzony jako Polad Murtuza oğlu Məmmədov (ur. 4 lutego 1945 w Baku) – radziecki i azerski piosenkarz estradowy (tenor liryczny), kompozytor, pedagog, aktor, dyplomata.
Historyk sztuki, profesor (2000). Laureat nagrody Leninowskiego Komsomołu Azerbejdżańskiej SRR (1970). Zasłużony Działacz Sztuk Azerbejdżańskiej SRR (1973), Ludowy Artysta Azerbejdżańskiej SRR (1982), Ludowy Artysta Turkmenistanu (2017).
Minister Kultury Azerbejdżańskiej SRR (1988–1991), Minister Kultury Azerbejdżanu (1991–2006). Nadzwyczajny i Pełnomocny Poseł Azerbejdżanu w Rosji (od 2006).